# Ева Мері Сейнт
Ева Марі Сейнт (англ. Eva Marie Saint, нар. 4 липня 1924 року, Ньюарк, Нью-Джерсі) — американська акторка, володарка премії «Оскар» (1955) за найкращу жіночу роль другого плану, одна з восьми акторок в історії світового кінематографа, яка отримала цю нагороду за дебютну роль другого плану.

## Біографія
Ева Марі Сейнт народилася 4 липня 1924 в Ньюарку, штат Нью-Джерсі, в сім'ї Еви Марі і Джона Мірда Сейнта. 
У 1942 закінчила Центральну середню школу Бетлехем, а потім вивчала акторську майстерність в Державному університеті Боулінг Грін.
Після 1959 року, на злеті кар'єри в кіно, полишила зйомки, щоб займатися шлюбом та двома дітьми. Повернулася в кінематограф у кінці XX століття.

## Кар'єра
Наприкінці 1940-х Сейнт почала кар'єру на радіо і телебаченні. З початку 1950-х вона вже грала на Бродвеї і в 1953 була удостоєна «Нагороди драматичних критиків» за роль в п'єсі «Поїздка в Баунтіфул», де вона грала разом з Ліліан Гіш і Джо Ван Фліт. У 1955 Сейнт вперше була номінована на «Еммі» за роль у «Телевізійному театрі», а через рік номінована повторно за роль у телеверсії мюзиклу «Наше місто». Її успіх і популярність на телебаченні досягли такого рівня, що юна Ева Марі Сейнт отримала прізвисько «телевізійна Гелен Гейс».
У кіно Сейнт дебютувала в 1954 у фільмі Еліа Казан «В порту» з Марлоном Брандо в головній ролі. Перша ж роль принесла їй премію «Оскар» за «Найкращу жіночу роль другого плану». Ця робота допомогла Сейнт отримати ролі у відомих фільмах на початку її кінокар'єри, таких як «Капелюх, повний дощу» (1957) і шедевр Альфреда Гічкока «На північ через північний захід» (1959). Хоча роль у фільмі «На північ через північний захід» ще більше піднесла кар'єру акторки, вона згодом відмовилася від багатьох цікавих ролей, присвятивши більшу частину свого часу чоловікові й двом дітям.
Оскільки в 1970-ті акторці пропонували в кіно здебільшого другорядні ролі, вона повернулася на телебачення і театральну сцену. Знялася в багатьох відомих телефільмах і двічі номінувалася на премію «Еммі». Лише в 1986 знову з'явилася на великому екрані у фільмі «Нічого спільного».
В кінці XX століття Ева Марі Сейнт повернулася в кінематограф. Найпомітнішими стали ролі Франки в кінодрамі «Я мріяла про Африку» (2000), міс Френні в комедії «Завдяки Вінн-Діксі» (2005) та Марти Кент у фільмі «Повернення Супермена» (2006). У 2009 році Сейнт з'явилася на 81-й церемонії вручення премії Американської кіноакадемії, вручивши «Оскар» Пенелопі Крус — переможниці в номінації «найкраща акторка другого плану».
Ева Марі Сейнт має дві зірки на Голлівудській Алеї Слави: за внесок в кіно — на Голлівуд-бульвар, 6624, а за внесок у телебачення — на Голлівуд-бульвар, 6730.

## Фільмографія
| Рік       |    | Українська назва                | Оригінальна назва                                | Роль                   |
| --------- | -- | ------------------------------- | ------------------------------------------------ | ---------------------- |
| 1954      | ф  | У порту                         | On the Waterfront                                | Еді Дойл               |
| 1957      | ф  | Капелюх, повний дощу            | A Hatful Rain                                    | Селія Поуп             |
| 1957      | ф  | Округ Рейнтрі                   | Raintree County                                  | Нелл Гейтер            |
| 1959      | ф  | На північ через північний захід | North by Northwest                               | Ів Кендол              |
| 1960      | ф  | Вихід                           | Exodus                                           | Кітті Фремонт          |
| 1965      | ф  | Кулик                           | The Sandpiper                                    | Клер Г'юїтт            |
| 1966      | ф  | Росіяни йдуть, росіяни йдуть!   | The Russians Are Coming, the Russians Are Coming | Елспет Вітакер         |
| 1966      | ф  | Гран-прі                        | Gran Prix                                        | Луїза Фредріксон       |
| 1968      | ф  | Місяць, що сходить              | The Stalking Moon                                | Сара Карвер            |
| 1970      | ф  | Кохати                          | Loving                                           | Селма Вілсон           |
| 1977      | с  | Як підкорили Захід              | How the West Was Won                             | Кетрін Макан           |
| 1978      | тф | Таксі!                          | Taxi!                                            | пасажир                |
| 1981      | тф | Найкраща дівчинка у світі       | The Best Little Girl in the World                | Джоан Павелл           |
| 1983      | тф | Малібу                          | Malibu                                           | Мері Вортон            |
| 1984      | тф | Фатальне бачення                | Fatal Vision                                     | Мілдред Кассаб         |
| 1986      | ф  | Нічого спільного                | Nothing in Common                                | Лоррейн Баснер         |
| 1986—1988 | с  | Агентство «Місячне сяйво»       | Moonlighting                                     | Вірджинія Гейс         |
| 1988      | тф | Я буду вдома на Різдво          | I'll Be Home for Christmas                       | Марта Банді            |
| 1990      | тф | Терор на борту                  | Voyage of Terror: The Achille Lauro Affair       | Мерілін Клінгхоффер    |
| 1990      | тф | Люди як ми                      | People Like Us                                   | Ліл ван Деган Альтемус |
| 1991      | тф | Паломіно                        | Palomino                                         | Керолайн Лорд          |
| 1996      | тф | Титанік                         | Titanic                                          | Гейзел Фолі            |
| 1999      | с  | Фрейзер                         | Frasier                                          | Джоанна Дойл           |
| 2000      | ф  | Я мріяла про Африку             | I Dreaming of Africa                             | Франка                 |
| 2005      | ф  | Завдяки Вінн-Діксі              | Because of Winn-Dixie                            | міс Френні             |
| 2006      | ф  | Повернення Супермена            | Superman Returns                                 | Марта Кент             |
| 2012—2014 | с  | Легенда про Корру               | The Legend of Korra                              | Катара (голос)         |
| 2014      | ф  | Зимова фантазія                 | Winter's Tale                                    | Вілла Пенн             |

## Нагороди та номінації
Оскар
- 1955 — Найкраща акторка другого плану (У порту)

Еммі
- 1977 — Номінація на найкращу акторку у мінісеріалі або телефільмі (Як підкорили Захід).
- 1978 — Номінація на найкращу акторку у драматичному або комедійному серіалі (Таксі!).
- 1990 — Найкраща акторка другого плану у мінісеріалі (Люди як ми»)

BAFTA
- 1958 — Номінація на найкращу іноземну акторку (Капелюх, повний дощу).

Міжнародний фестиваль у Лаудердейлі
- 1999 — Премія за досягнення всього життя.

Кінофестиваль у Саванні
- 2000 — Премія за досягнення всього життя.

Міжнародний фестиваль у Сан Луіс Обіспо
- 2000 — Премія за досягнення всього життя.